# Leonardo Castro
Leonardo Castro (sinh ngày 12 tháng 5 năm 1989 ở Bogotá) là một tiền đạo bóng đá người Colombia, hiện tại thi đấu cho Kaizer Chiefs ở Premier Soccer League.

## Danh hiệu

### Câu lạc bộ
Mamelodi Sundowns
- Telkom Knockout (1): 2015
- CAF Champions League (1): 2016
- Premier Soccer League: 2015–16
- Siêu cúp CAF (1):  2017